# 中书桥
中书桥，位于江西省上饶市婺源县（旧属安徽省徽州府）秋口镇李坑村，是村中最大的桥梁。
中书桥建于北宋大观三年（1109年），由该村进士李侃捐资修建，青砖砌筑，以其官职“中书舍人”命名为“中书桥”。 
中书桥已作为李坑古建筑群的子项目，列为上饶市文物保护单位。